# Andrei Ivanovici
Andrei Ivanovici (n. 1968, București, România) este un celebru pianist internațional rus și român, câștigător a numeroase concursuri internaționale de muzică clasică. El este strănepotul celebrului compozitor român Iosif Ivanovici. Andrei Ivanovici a plecat din România la vârsta de 6 ani.